# I Don't Wanna Dance
"I Don't Wanna Dance" är en singel från 1982 av Eddy Grant. Den toppade den brittiska singellistan under tre veckors tid i november 1982. Den släpptes också i USA hösten 1983. Den låg också på albumet Killer on the Rampage.
För Eddy Grant, som skrev och producerade, blev singeln den mest framgångsrika av en soloartist sedan "Baby Come Back" med The Equals 1968.
1993 tolkade grindcoregruppen Anal Cunt låten på EP-skivan Morbid Florist, medan belgiska jazzpopgruppen Lady Linn and her Magnificent Seven 2008 gjorde sin inspelning. 2009 tolkades låten av Newfoundland-folkmusikgruppen Shanneyganock 2009.

### Fotnoter
1. ↑  ”Eddy Grant – I Don't Wanna Dance” (på engelska). Discogs. 22 mars 1982. http://www.discogs.com/Eddy-Grant-I-Dont-Wanna-Dance/release/224082. Läst 9 november 2015.
2. ↑  Bryan Lee Madden (11 januari 2010). ”Killer on the Rampage” (på engelska). Sputnikmusic. http://www.sputnikmusic.com/review/34421/Eddy-Grant-Killer-on-the-Rampage/. Läst 9 november 2015.